# Grupo Islámico (Líbano)

Bandera utilizada por el Grupo Islámico.

El Grupo Islámico (en árabe : الجماعة الإسلامية Al-Jama'ah Al-Islamiyah) abreviado con el acrónimo JI por su romanización Jamaa Islamiya es un partido político islamista sunita en el Líbano. Fue fundada en 1964 como la rama libanesa de la Hermandad Musulmana. De hecho, fue establecida por jóvenes miembros de 'Ibad al Rahman (o los Adoradores del Misericordioso). Sus orígenes, como documenta Nizar Hamzeh, se remontan al apogeo de los esfuerzos de Gamal Abdel Nasser por el panarabismo a mediados de los años 1960. Apoya la idea de establecer un orden legal en el Líbano que se base en la sharia islámica. Como rama local, sigue de cerca las doctrinas de la Hermandad Musulmana. Fathi Yakan era el abuelo y principal ideólogo del grupo, además de un veterano erudito y predicador islamista de Trípoli.
Su exlíder es Ibrahim Al-Masri, quien sucedió a su anterior líder Faisal Mawlawi debido a una enfermedad. El partido se presentó a las elecciones generales libanesas de 2009 junto al Movimiento por el Futuro en el tercer distrito electoral de Beirut. Actualmente tiene 1 escaño en el Parlamento del Líbano.

## Ala militar
El brazo armado del Grupo Islámico, las Fuerzas al-Fajr, lanzaron misiles contra Israel durante los inicios de la guerra libanesa-israelí, en lo que The National llamó un «resurgimiento... después de casi 20 años de relativa inactividad». Bassem Hammoud, el subdirector de la oficina política del Grupo Islámico, aclaró que su partido "no estaba completamente alineado con Hezbolá ... [pero] estamos con ellos en términos de resistencia contra Israel". El 10 de marzo de 2024, tres miembros del Grupo Islámico murieron después de un ataque israelí en la ciudad de Aqroub. El 26 de abril, un ataque con un dron israelí contra un automóvil en Meidoun mató a dos miembros del Grupo Islámico, incluido el comandante superior Mosab Khalaf. El 18 de julio de 2024, un ataque de las FDI contra un automóvil en Ghazze, en el este del Líbano, mató a Mohammad Hamed Gebara, un comandante del Grupo Islámico que planeó y llevó a cabo ataques en colaboración con Hamás.

## Medios de comunicación
En 2008, miembros del Grupo Islámico formaron la radio Al Fajr, que ofrece programas educativos y religiosos. Es compartida por varios miembros del partido.